# Chloropteryx hemithearia
Chloropteryx hemithearia är en fjärilsart som beskrevs av W. Warren 1900. Chloropteryx hemithearia ingår i släktet Chloropteryx och familjen mätare. Inga underarter finns listade i Catalogue of Life.